# Người đại diện thể thao
Người đại diện thể thao (tiếng Anh: sports agent), bao gồm cả người đại diện bóng đá (tiếng Anh: football agent) hay còn gọi thông tục là cò bóng đá, là người đại diện pháp lý (còn gọi là nhà quản lý) cho các nhân vật thể thao chuyên nghiệp bao gồm vận động viên, cầu thủ và huấn luyện viên. Họ tìm kiếm và đàm phán công ăn việc làm cũng như các hợp đồng đã chứng thực dành cho thân chủ của mình. Do những nét đặc trưng độc nhất vô nhị của ngành công nghiệp thể thao nên nhà quản lý có trách nhiệm liên lạc với các ông bầu đội bóng (tức chủ sở hữu đội bóng), huấn luyện viên và các nhân vật khác. Ngoài ra, nhà quản lý thể thao còn có nghĩa vụ đưa ra lời tiến cử của mình.